# Varronia harleyi
Varronia harleyi är en strävbladig växtart som först beskrevs av Taroda, och fick sitt nu gällande namn av J.S.Mill. Varronia harleyi ingår i släktet Varronia och familjen strävbladiga växter. Inga underarter finns listade i Catalogue of Life.